# Limahl
Christopher Hamill (født 19. december 1958), bedre kendt som Limahl er en sanger fra Wigan, England. Christopher Hamill er kendt som forsanger i gruppen Kajagoogoo. Under solokarrieren havde han et internationalt hit med sangen «NeverEnding Story», tittelmelodien fra filmen Den uendelige historie, baseret på bogen Den uendelige historie.

## Diskografi

### Kajagoogoo
- 1983 – White Feathers (UK #5, U.S. #38)

### Soloalbum
- 1984 – Don't Suppose (EMI) (UK #63, U.S. #41)
- 1986 – Colour All My Days (EMI)
- 1992 – Love Is Blind (Bellaphon/Jimco)

### Singler
- 1983 – Too Shy
- 1983 – Ooh To Be Aah
- 1983 – Hang On Now
- 1983 – Only For Love
- 1984 – Too Much Trouble
- 1984 – The Neverending Story
- 1984 – Tar Beach
- 1986 – Love In Your Eyes
- 1986 – Inside To Outside
- 1986 – Colour All My Days
- 1990 – Stop
- 1991 – Maybe This Time
- 1992 – Too Shy – 92
- 1992 – Love Is Blind
- 2002 – Love that Lasts
- 2006 – Tell Me Why